# António de Sousa Horta Sarmento Osório
António de Sousa Horta Sarmento Osório (Lousã, Lousã, 14 de Agosto de 1882 - Lisboa, 7 de Junho de 1960) foi um advogado, professor universitário, ferroviário, jornalista, desportista, atleta olímpico, escritor e político português.

## Biografia

### Filiação
Filho de António Osório Sarmento de Figueiredo, Jr. e de sua mulher Maria Ludovina de Sousa Horta Almeida e Vasconcelos, filha unigénita do primeiro casamento do 2.º Barão de Santa Comba Dão com sua prima-irmã, filha do 1.º Barão de Alvaiázere.

### Formação
Formou-se em Direito pela Faculdade de Direito da Universidade de Coimbra a 27 de Junho de 1903.

### Carreira Política
Na política, pertenceu ao Partido Progressista, e chegou ao Parlamento eleito Deputado pelo Círculo Eleitoral Plurinominal de Vila Real em 1905, de que prestou juramento a 10 de Abril de 1905. Em 1910, voltou a ser sufragado neste Círculo Eleitoral e, também, no Círculo Eleitoral Plurinominal da Horta, mas nunca chegou a tomar posse, em virtude da Revolução Republicana de 5 de Outubro de 1910. Apesar de ser um estreante, exerceu o cargo de Vice-Presidente da Câmara dos Deputados durante as sessões parlamentares preparatórias, mas aí se esgotou o seu protagonismo parlamentar, já que, depois, não integrou nenhuma Comissão Parlamentar, nem chegou a usar da palavra no hemiciclo.
Após a Implantação da República Portuguesa manteve as suas convicções Monárquicas. Foi um dos Advogados de José Luciano de Castro Pereira Corte-Real e de António Cândido Ribeiro da Costa no Processo do Crédito Predial Português, em 1910-1911, o último escândalo que assolou a Monarquia.
Em 1918, durante o Sidonismo, chegou a ser eleito para o Parlamento, pelo Círculo Eleitoral de Lisboa Ocidental, como Deputado Monárquico.

### Carreira Jurídica, Docente, Ferroviária e Jornalística
Abriu banca de Advogado e fez carreira na Advocacia, estando ligado a alguns processos relacionados com a banca, foi também Professor Universitário de Economia Política na Faculdade de Direito da Universidade de Lisboa, fez parte, como Vogal, do Conselho Fiscal da Companhia Carris de Ferro de Lisboa ou da Companhia dos Caminhos de Ferro Portugueses, entre 1912 e 1918, e colaborador dos jornais "O Século", de 1919 a 1925, e "O Sol", de 1946 a 1947.

### Carreira Desportiva
Praticante de Esgrima na juventude, era um atleta de mérito nesta disciplina. Foi o primeiro classificado da equipa portuguesa que disputou em Madrid, Espanha, em 1908, um encontro luso-espanhol, e o vencedor, no ano seguinte, em 1909, em Paris, França, do Prémio dos Estrangeiros na Grande Semana de Armas, chegando a integrar uma equipa olímpica de Portugal; também apaixonado dos automóveis, foi dos primeiros a cumprir o percurso Lisboa-Paris.

### Obra publicada
Publicou três obras, vários trabalhos sobre Matemática Aplicada, sobre questões jurídicas, etc, e diversos opúsculos sobre temas jurídicos, sendo uma delas respeitante à insubordinação no navio Vasco da Gama, ocorrida a 13 de Abril de 1906, em que defendeu os marinheiros insurretos, e cuja receita de venda se destinou às famílias dos condenados. Mas são as suas obras que merecem o grande destaque. A primeira, A matemática na economia pura: a troca, correspondia à dissertação apresentada a concurso para Lente na Escola Politécnica de Lisboa, mas foi suplantada pela de Afonso Augusto da Costa, que obteve o lugar. O Prof. Teixeira Ribeiro considerou a reprovação um erro histórico, e justificou-o, não por questões políticas, mas devido ao atraso dos estudos científicos em Portugal, onde predominava um ensino literário, que não se compaginava com os elementos de cálculo diferencial e de cálculo integral apresentados por António de Sousa Horta Sarmento Osório, uma verdadeira heresia. A obra apresentava influências de Marie-Ésprit-Léon Walras e de Vilfredo Pareto, e este último fez-lhe um prefácio muito elogioso na edição Francesa de 1913. Ainda hoje a obra é objeto de interesse dos Economistas, tendo mesmo sido recentemente, em relação aos inícios da década de 2010, editada. Ainda na linha de Vilfredo Pareto e do seu Tratado de Sociologia, publicou a obra Psychologie de l'art, editada em 1946 em Francês, um estudo de referência na matéria. Entre a edição destas duas obras, deu à estampa, em 1928, A história do crime do Angola e Metrópole, um tema a que esteve intimamente ligado, já que, em particular, foi um dos Advogados do polémico Caso do Banco Angola e Metrópole e à burla de Artur Virgílio Alves dos Reis.